# Jorge Hernández (Radsportler)
Jorge L. Hernández Jiménez (* 6. September 1948 in Santa Fe de Antioquia) ist ein ehemaliger kolumbianischer Radrennfahrer.

## Sportliche Laufbahn
Hernández war im Bahnradsport und auch im Straßenradsport aktiv. Er war Teilnehmer der Olympischen Sommerspiele 1968 in Mexiko-Stadt und der Olympischen Sommerspiele 1976 in Montreal. In der Mannschaftsverfolgung schied Kolumbien bei den Olympischen Sommerspielen 1976 mit José Jaime Galeano, Jorge Hernández, Carlos Mesa und Jhon Quiceno in der Qualifikationsrunde aus.
Bei den Panamerikanischen Spielen 1971 gewann er mit dem kolumbianischen Team die Mannschaftsverfolgung. Bei den Zentralamerika- und Karibikspielen 1970 gewann er die Goldmedaille in der Mannschaftsverfolgung. Er bestritt mehrfach die Vuelta a Colombia.